# Hermann Sack (Franziskaner)
Hermann Sack, auch Sakch, (geboren um 1390 in Rottenburg am Neckar; gestorben 1. März 1440 in Regensburg, Hochstift Regensburg) war ein deutscher Franziskaner, Chronist und Sammler von Schriften.

## Leben
Hermann Sack war ein Müllerssohn aus Rottenburg. Sein Bruder Johannes Sack (1398–1438) war ebenfalls Franziskaner und seit 1414 Guardian des Franziskanerordens im Münchener Franziskanerkloster. Zudem wirkte er als Kanzelredner. Seit 1432 war er Guardian im Franziskanerkloster Regensburg. 
Sack legte das älteste Totenbuch des Münchner Franziskanerklosters an und bebilderte es mit 169 Wappen und 60 Miniaturbildnissen. Er verfasste historische Werke über die Andechser Reliquien und Wundertaten und die Regensburger Stadtgeschichte. Die von ihm gesammelte Bibliothek vermachte er zusammen mit der von seinem Bruder geerbten Bibliothek dem Münchener Kloster.
Im Münchener Stadtbezirk Altstadt-Lehel ist eine Straße nach ihm benannt.

## Schriften (Auswahl)
- Sakch, Hermann, bei Handschriftenportal
- Continuatio Florum temporum Ratisbonensis, bei Geschichtsquellen des deutschen Mittelalters, Bayerische Akademie der Wissenschaften